# 467 Laura
467 Laura è un asteroide della fascia principale del diametro medio di circa 41,96 km. Scoperto nel 1901, presenta un'orbita caratterizzata da un semiasse maggiore pari a 2,9423953 UA e da un'eccentricità di 0,1123761, inclinata di 6,45046° rispetto all'eclittica.
Il suo nome è probabilmente dedicato all'omonimo personaggio dell'opera La Gioconda, di Amilcare Ponchielli.